# Port lotniczy Western Sydney
Western Sydney International Airport (nazywany również Western Sydney Airport lub Nancy-Bird Walton Airport) to budowane obecnie drugie lotnisko dla obszaru metropolitalnego Sydney. Lotnisko zgodnie z planem ma działać przez całą dobę i posiadać mniej restrykcyjne normy hałasu niż jego poprzednik. Pierwszy etap budowy lotniska rozpoczął się 24 września 2018 roku. Port lotniczy ma zostać oddany do użytku w grudniu 2026 roku. Lokalizacja lotniska została oficjalnie wyznaczona przez rząd federalny 15 kwietnia 2014 roku, po trwającej latami debacie na temat lokalizacji lotniska, które wesprze i w perspektywie zastąpi Sydney Kingsford Smith Airport.
Lotnisko będzie znajdować się 44 kilometry (27 mil) na zachód od Sydney Central Business District i 41 km (25 mil) na zachód od lotniska Sydney Kingsford Smith Airport. Teren leży w odległości 7 kilometrów od Parku Narodowego Gór Błękitnych. Lokalizacja znajduje się w Badgerys Creek na obszarze samorządu City of Liverpool i zajmuje około 1700 hektarów (4 200 akrów) gruntów Związku Australijskiego, które zostały nabyte przez rząd federalny w latach 1986–1991.
Rząd federalny twierdzi, że początkowa faza budowy ma wytworzyć około 4000 miejsc pracy, a dalszy rozwój lotniska ma zwiększyć tę liczbę do 35 000 miejsc pracy w 2035 roku. W sumie budowa lotniska ma powiększyć rynek pracy Nowej Południowej Walii o 60 000 miejsc pracy.
Budowa portu lotniczego podlega przepisom budowlanym wynikającym z ustawy Commonwealth Governments Airports Act 1996 i na mocy tej ustawy została przyznana mu nazwa Sydney West Airport. Plan lotniska opublikowany w grudniu 2016 roku przez rząd Australii zakłada nadanie lotnisku imienia Nancy Bird Walton – australijskiej pionierki lotnictwa.

## Kontrowersje związane z planowanymi ścieżkami podejścia
19 października 2015 rząd wydał raport o oddziaływaniu planowanego lotniska na środowisko (EIS). W oświadczeniu przedstawiono proponowane trasy podejść dla portu od pierwszego otwarcia w 2026 roku do 2050 roku.
- W projekcie założono ścieżkę lotów samolotów około 1500 m (5000 stóp) nad miastem Blaxland w Nowej Południowej Walii w górach Blue Mountains, które leży na wysokości 234 m (768 stóp)[10][11].

Po szeroko zakrojonej reakcji lokalnej społeczności, jako ostatni sposób na zabezpieczenie reelekcji, liberalna deputowana odpowiedzialna za dystrykt wyborczy, na którego terenie znajduje się Blaxland – Louise Markus, ogłosiła zawieszenie planów przedstawionych w projekcie.
- Ostateczna wersja raportu EIS (wydana 15 września 2016) pokazuje niejasne ścieżki podejść, z nakreślonymi jedynie długoterminowymi trasami lotów do roku 2050[12].

## Początkowy rozwój budowy
Miejsce na budowę portu (rejon Badgerys Creek) zostało wybrane na podstawie badań, które wskazały je na najbardziej odpowiednie pod względem środowiskowym. Zgodnie z projektem, lotnisko będzie budowane etapami. Pierwszy etap zakłada jeden terminal z pojedynczym pasem startowym. Koszt pierwszego etapu oszacowano na 2,4 miliarda AUD (około 6,4 mld PLN w 2019 roku). Rząd planuje zakończenie tej fazy projektu na rok 2025. Sydney Airport Corporation (SAC), operator Sydney Airport, na podstawie umowy z 2002 roku miał prawo pierwokupu pozwolenia na zarządzanie lotniskiem. SAC odrzuciło ofertę budowy i obsługi lotniska w dniu 2 maja 2017 r
Projekt zakłada, że początkowa faza rozwoju lotniska, z tylko jednym pasem startowym, byłaby korzystna dla tanich linii lotniczych i przewoźników krajowych.

## Komunikacja z Sydney

### Połączenia drogowe
Po wyznaczeniu lokalizacji lotniska, ogłoszono budowę nowych oraz ulepszenie istniejących połączeń drogowych między terenami portu, a okolicami zachodniej części Sydney. Wśród nowych inwestycji znalazły się między innymi:
- Budowa nowej autostrady M12, łączącej Elizabeth Drive na autostradzie M7 oraz The Northern Road (A9)[18];
- Rozbudowa A9 do czterech pasów;
- Modernizacja Bringelly Road do co najmniej czterech pasów między A9 i Camden Valley Way.

### Połączenie kolejowe
W kwietniu 2014 roku rząd federalny ogłosił, że nie planuje budowy łącznika kolejowego pomiędzy lotniskiem, a miastem Sydney. Wskazano jednak, że projekt zakłada ewentualną możliwość podłączenia linii kolejowej w przyszłych fazach projektu. Zakładano, że połączenie kolejowe powstanie z przedłużenia linii łączącej obecnie Sydney z Leppington. W listopadzie 2015 roku, Malcolm Turnbull, który został premierem Australii zaledwie parę dni wcześniej, ogłosił, że połączenie kolejowe na teren lotniska zostanie wybudowane podczas pierwszego etapu prac.
Końcowy raport dotyczący połączeń kolejowych został opublikowany w marcu 2018 roku. Proponował on podłączenie portu do miasta dwoma liniami kolejowymi. Linia północno-południowa z Schofields do Macarthur oraz linia wschodnio-zachodnia z Parramatty na lotnisko. Linia wschodnio-zachodnia będzie najprawdopodobniej przedłużeniem planowanej Sydney Metro Greater West.
Jednocześnie rząd Australii wspólnie z rządem Nowej Południowej Walii ogłosiły rozwój nowej linii kolejowej obsługującej lotnisko. Linia ta stanowiłaby część połączenia północ-południe i biegłaby na południe od St Marys na lotnisko. Finansowanie linii zostanie podzielone 50:50 pomiędzy budżet federalny i budżet Nowej Południowej Walii. Otwarcie linii jest planowane na dzień otwarcia lotniska w 2026 roku.

### Połączenie autobusowe
Nowe trasy ekspresowych połączeń autobusowych zostały ogłoszone w marcu 2018 roku. Połączą one port lotniczy z Penrith, Liverpoolem i Cambelltown.

## Teren budowy
Teren budowanego lotniska to obszar pofałdowany niskimi wzgórzami z kilkoma ciekami wodnymi i małymi jeziorami. Obecnie obszar ten obejmuje przede wszystkim pola uprawne i niezabudowane działki o dużej powierzchni.

Obszar budowy potu
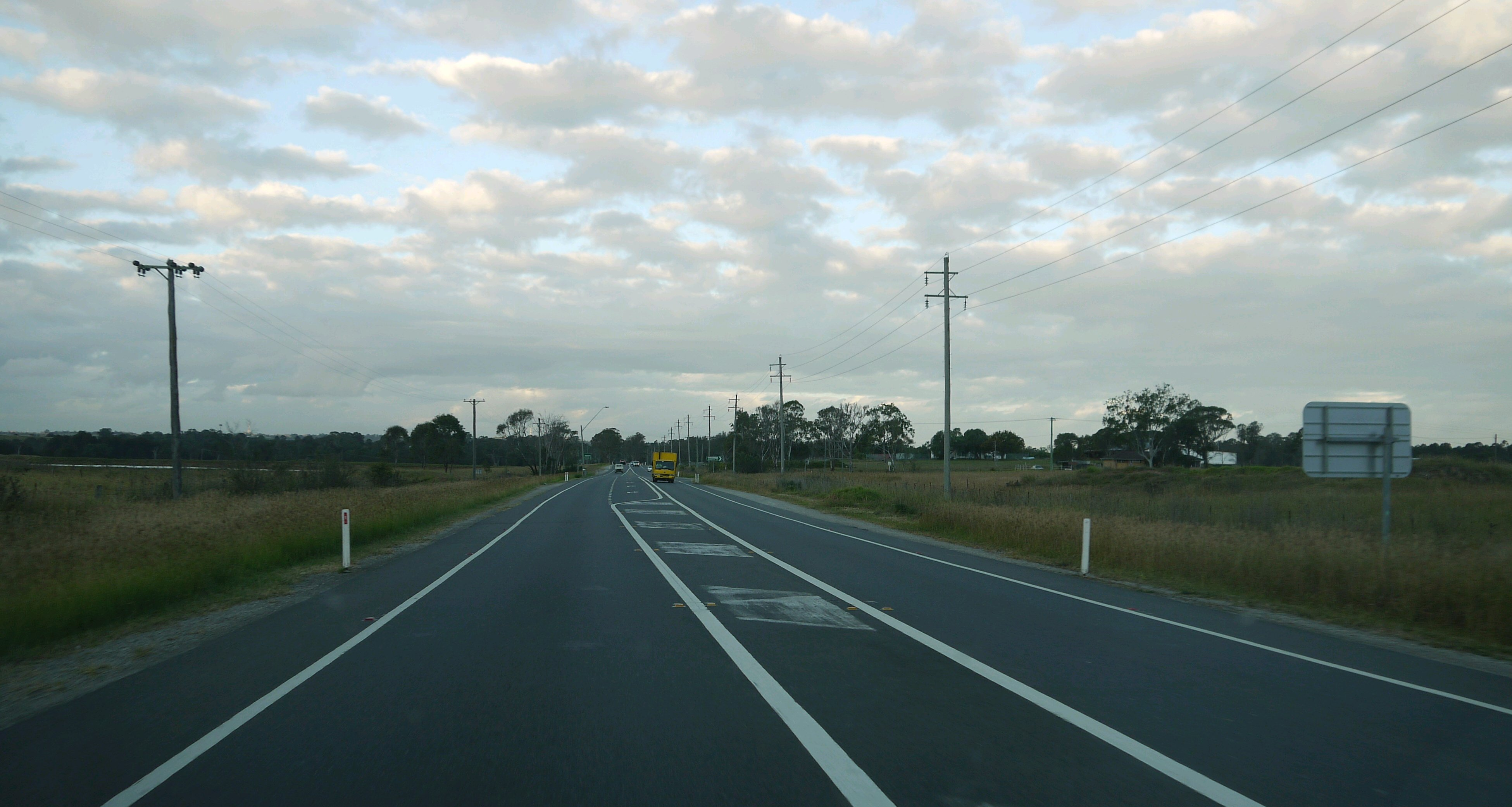
Jedna z dróg przebiegających obecnie przez teren lotniska.
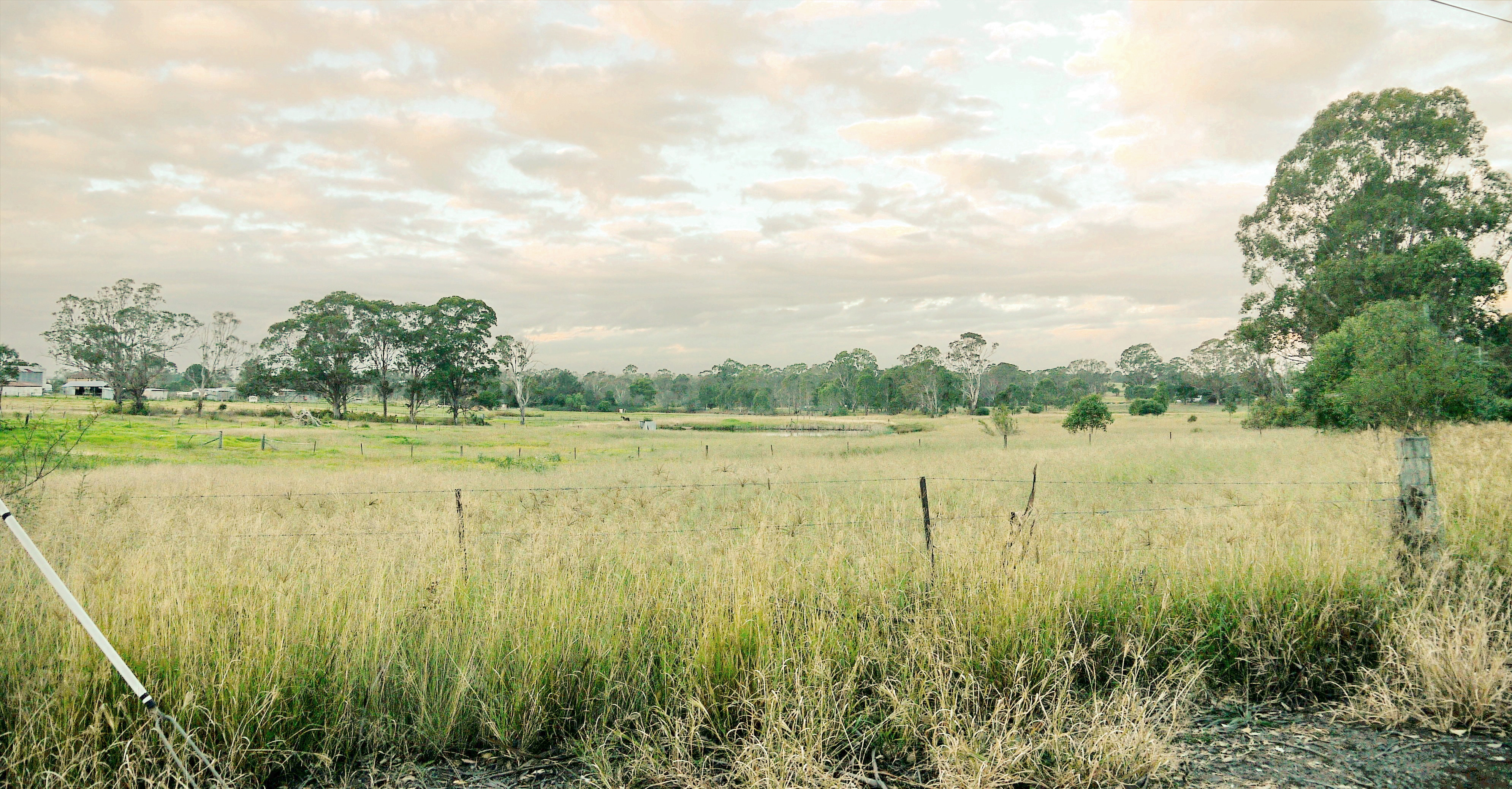
Widok na teren lotniska widziany z Anton Road.
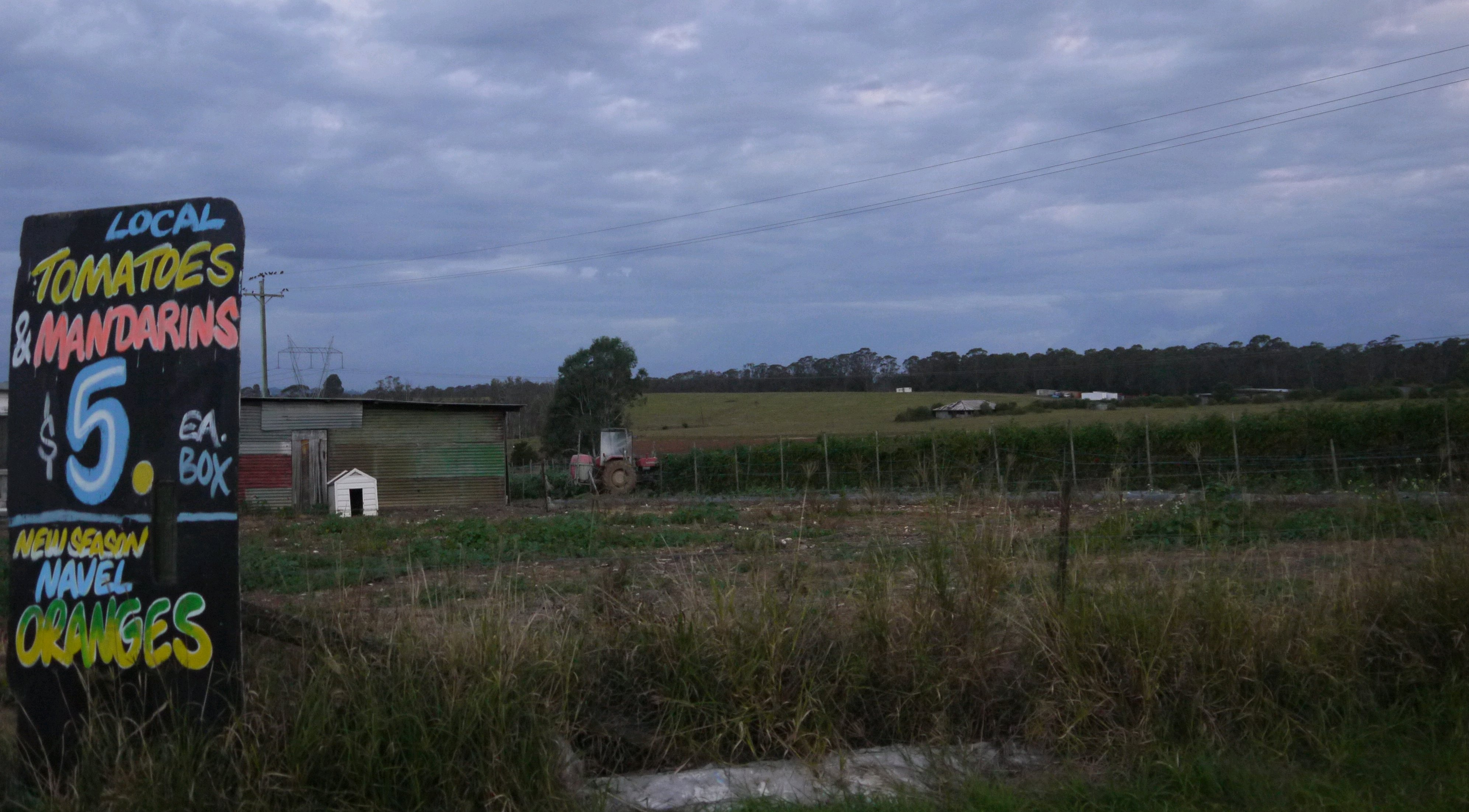
Widok na teren portu lotniczego z drogi A9.
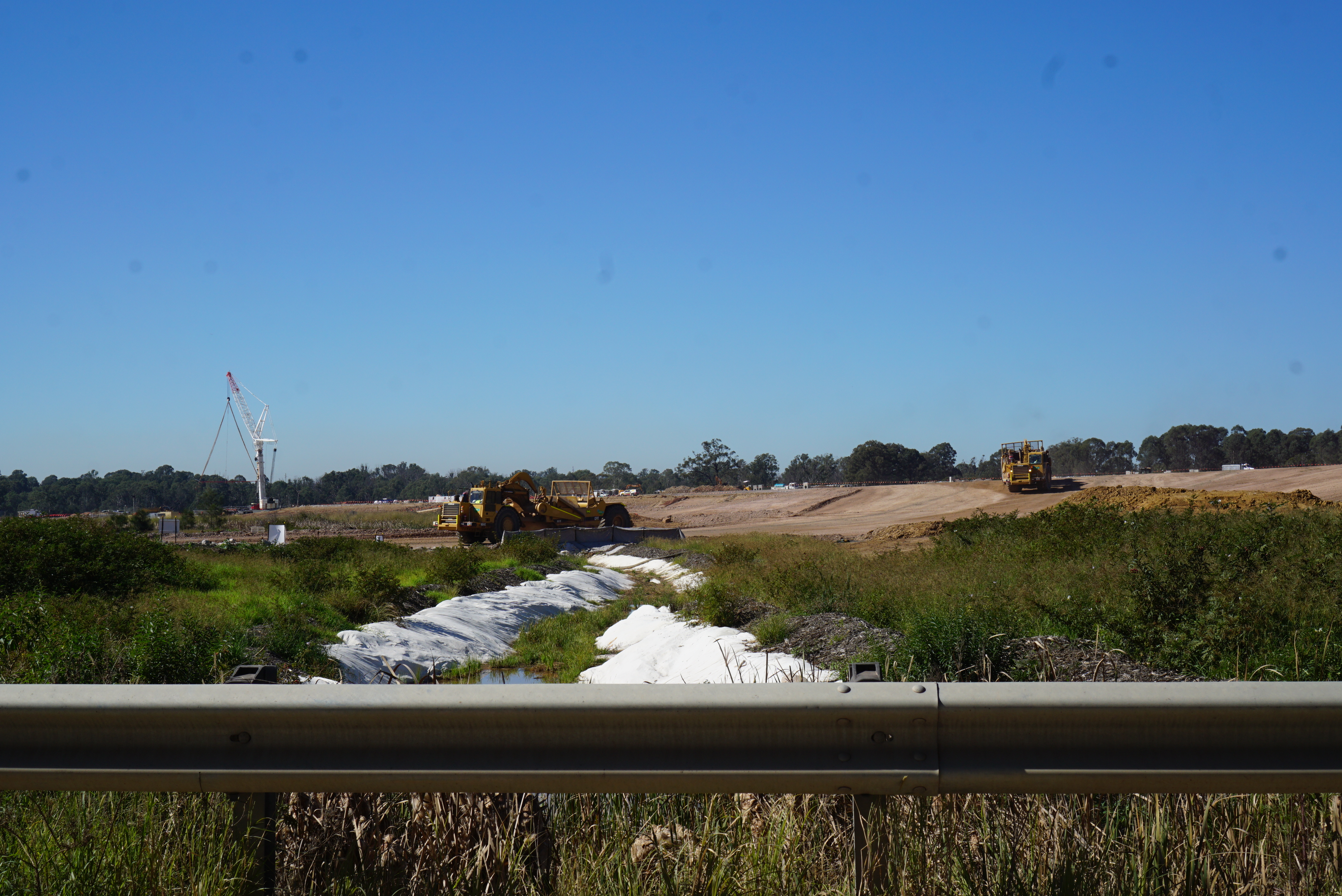
Pierwsze prace budowlane, maj 2019.

## Kamienie milowe budowy
- 15 kwietnia 2014 – Rząd federalny Australii wyznacza Badgerys Creek jako miejsce budowy nowego portu lotniczego[24].
- 18 sierpnia 2014 – Rząd federalny nawiązuje kontakt z Grupą Sydney Airport w sprawie przysługującego jej pierwokupu[13].
- 20 stycznia 2015 – Ruszają pierwsze prace związane z modernizacją Bringelly Road[25].
- 20 stycznia 2015 – Rozpoczęcie badań geotechnicznych w celu ustalenia profilu gleby i skał na terenie lotniska[26].
- czerwiec 2015 – Ostatni mieszkańcy opuszczają rządowe grunty przeznaczone na lotnisko.
- 19 października 2015 – Pierwszy raport EIS zostaje przekazany do konsultacji społecznych.
- 16 września 2016 – Końcowa wersja raportu EIS zostaje poddana do konsultacji społecznych.
- I kwartał 2016 – Ruszają prace związane z modernizacją pozostałych dróg dojazdowych[18][24][25].
- 15 września 2016 – Zakończenie konsultacji społecznych.
- 2 maja 2017 – Sydney Airport Group odmawia zarządzania drugim lotniskiem[13][27].
- 9 maja 2017 – W ramach budżetu federalnego na rok 2017 Rząd Australii przez 10 lat przeznaczył do 5,3 mld USD na budowę lotniska za pośrednictwem nowej spółki – WSA Co[24].
- 24 września 2018 – Ruszają pierwsze prace Etapu I[24][28][29].
- 4 marca 2019 – Port Lotniczy uzyskuję imię Nancy-Bird Walton[2].